# Jägerschlacht
Jägerschlacht ist ein 1980 entstandenes, deutsches Heimatfilmdrama von Wigbert Wicker mit Bernd Stephan in der Hauptrolle eines rächenden Rebells gegen die ihn drangsalierende Obrigkeit.

## Handlung
Im Jahre 1833. Die Allmacht des Landes liegt in den Händen der Kirche und der adeligen Landesherrn, hier in Gestalt des despotischen Landgrafen, der seinen König vertritt. Einer der von der Obrigkeit geknechteten Untertanen ist der Hofbesitzer Andreas Hornsteiner, der sich gegen diese Drangsalierungen zu widersetzen beginnt. Wer so etwas tut, wird in jenen Zeiten jedoch die ganze Härte er Obrigkeiten spüren, und das heißt: blutige Rache. Alles beginnt mit einer vergleichsweise harmlosen Rechtsverletzung: Bauer Hornsteiner widersetzt sich nämlich dem von dem Landesfürsten erlassenen Weideverbot und treibt, wie jedes Jahr, sein Vieh auf die Hochalmen. Da Hornsteiner den Ruf besitzt, eine Mischung aus Andreas Hofer, Wilhelm Tell und Michael Kohlhaas zu sein, erwartet ihn dort bereits der königliche Jagdaufseher mit seinen Mannen und tötet all seine Kühe, zur brutalen Abschreckung für die Zukunft. Die Tiere, so die Argumentation der Landesherren, würden mit ihrem Glockengebimmel das vom Hochadel zu jagende Wild vertreiben. Zu allem immensen Schaden, den Bauer Hornsteiner dadurch zu ertragen hat, soll er auch noch eine saftige Geldstrafe zahlen.
Damit eskaliert die Situation. Hornsteiner beginnt nunmehr das Wild selbst zu erledigen, Gams auf Gams. Mit dem verkauften Fleisch, 50 Gulden pro Tier, will er seinen eigenen Schaden wieder ausgleichen. Auch die königlichen Hirsche müssen dran glauben. Es braucht nicht lange, da schlägt die herausgeforderte Obrigkeit brutal zurück. Man ermordet Hornsteiners Freund, man foltert seinen Bruder, man brennt seinen Hof nieder und verschleppt schließlich seine Mutter, die sich daraufhin im Gefängnis umbringt. Nun reicht es Hornsteiner, er beginnt mit gleicher Münze heimzuzahlen. Eine wahre Jägerschlacht beginnt. Mann um Mann erledigt Andreas die Büttel seiner Majestät, sodass er im Alleingang mit einer Schrotflinte gegen eine ganze Armee ankämpfen muss. Nachdem er im Hochgebirge auch noch den Landgraf erschossen hat, wird er de facto für vogelfrei erklärt. Jetzt bleibt Andreas Hornsteiner nur noch die Wahl zwischen Landesflucht und dem eigenen Tod. Über die Gletscher flieht der Gejagte schließlich in eine neue Heimat …

## Produktionsnotizen
Gedreht 1980 in Tirol, wurde die rund 2,7 Millionen DM teure Jägerschlacht mit starker Verspätung am 19. August 1982 uraufgeführt
Wolf Witzemann gestaltete hier seine letzten Kinofilmbauten.

## Historischer Hintergrund
Den Rebell gegen die Obrigkeit hatte es tatsächlich gegeben, nur hieß er Andreas Waldhofer und kam aus Gmund am Tegernsee.

## Kritiken
In der Fachzeitschrift Cinema war zu lesen: „Wickers Film ist jedoch kein Alpen-Western, es ist die faszinierende Geschichte eines Sozialrebellen; eines Mannes, der das Recht der Wenigen bricht, um das Recht der Vielen durchzusetzen“
Im Lexikon des Internationalen Films heißt es: „Deutscher Heimatfilm der achtziger Jahre, der die Gelegenheit zu einer Erweiterung des Genres kaum nutzt.“